# Romedius Konstantin z Thun-Hohensteinu
Romedius Konstantin hrabě z Thunu a Hohensteinu (německy Romedius Constantin Reichsgraf von Thun und Hohenstein, 2. března 1641, Praha – 1. května 1700, Salcburk) byl český šlechtic z významného rodu Thun-Hohensteinů. Zastával různé funkce ve správě Českého království, do historie české barokní architektury se zapsal především jako iniciátor přestavby zámku v Cholticích s umělecky hodnotnou kaplí sv. Romedia.

## Životopis

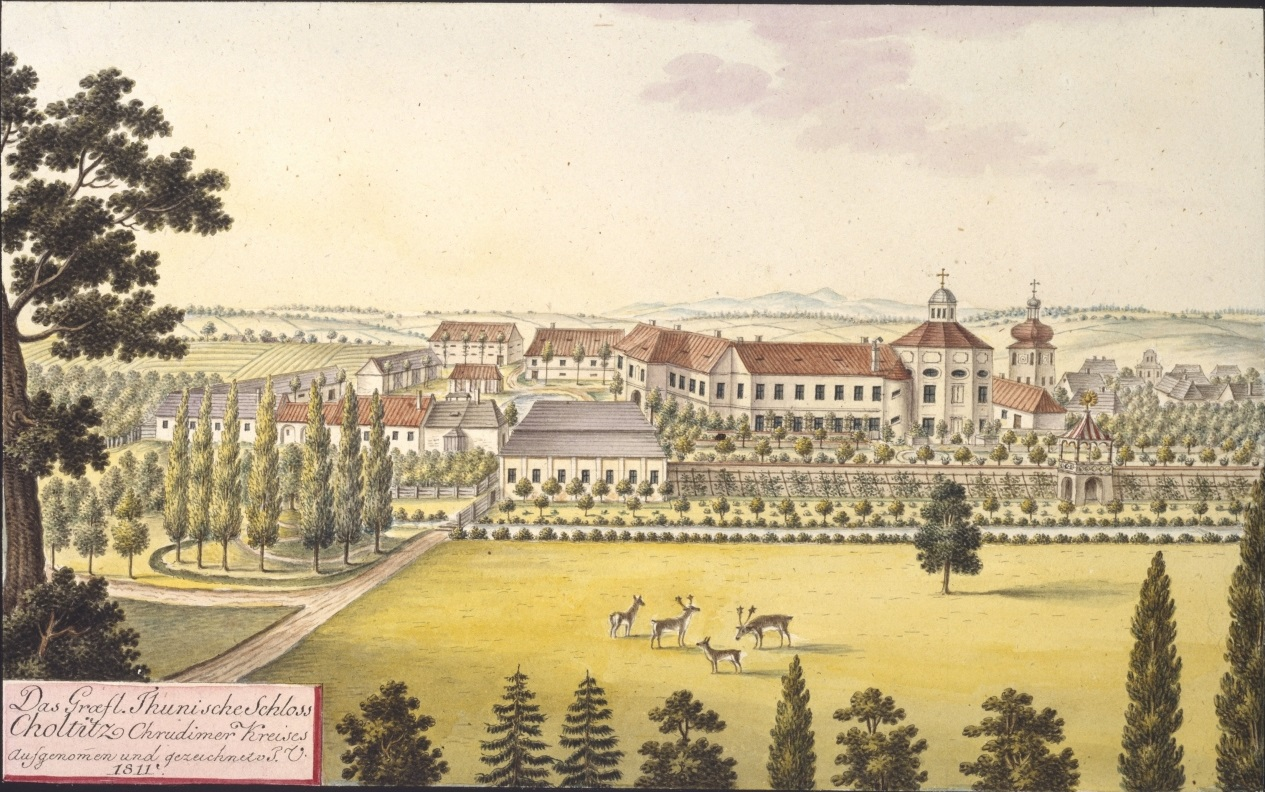
Zámek Choltice na vedutě J. A. Venuta z počátku 19. století

Pocházel ze šlechtického rodu Thun-Hohensteinů, který od 17. století vlastnil rozsáhlé statky v Čechách. Patřil k početnému potomstvu hraběte Jana Zikmunda z Thun-Hohensteinu (1594–1646) a jeho třetí manželky hraběnky Markéty Anny, rozené z Oettingen-Baldernu. Po úmrtí otce zdědil z rodového majetku panství Choltice, dětství ale strávil v Děčíně spolu s matkou, která též zajišťovala poručnickou správu po dobu jeho nezletilosti, spoluporučníkem byl také Romediův starší nevlastní bratr salcburský arcibiskup Guidobald z Thun-Hohensteinu (1616–1668). V roce 1665 byl jmenován císařským komořím, poté se zúčastnil válek proti Turkům a později se stal tajným radou. V letech 1684–1688 byl hejtmanem chrudimského kraje a nakonec byl v roce 1689 jmenován jedním z místodržících Českého království. Zemřel v Salcburku, kde pobýval u svého mladšího bratra, salcburského arcibiskupa Jana Arnošta z Thun-Hohensteinu (1643–1709).

## Majetkové poměry a rodina

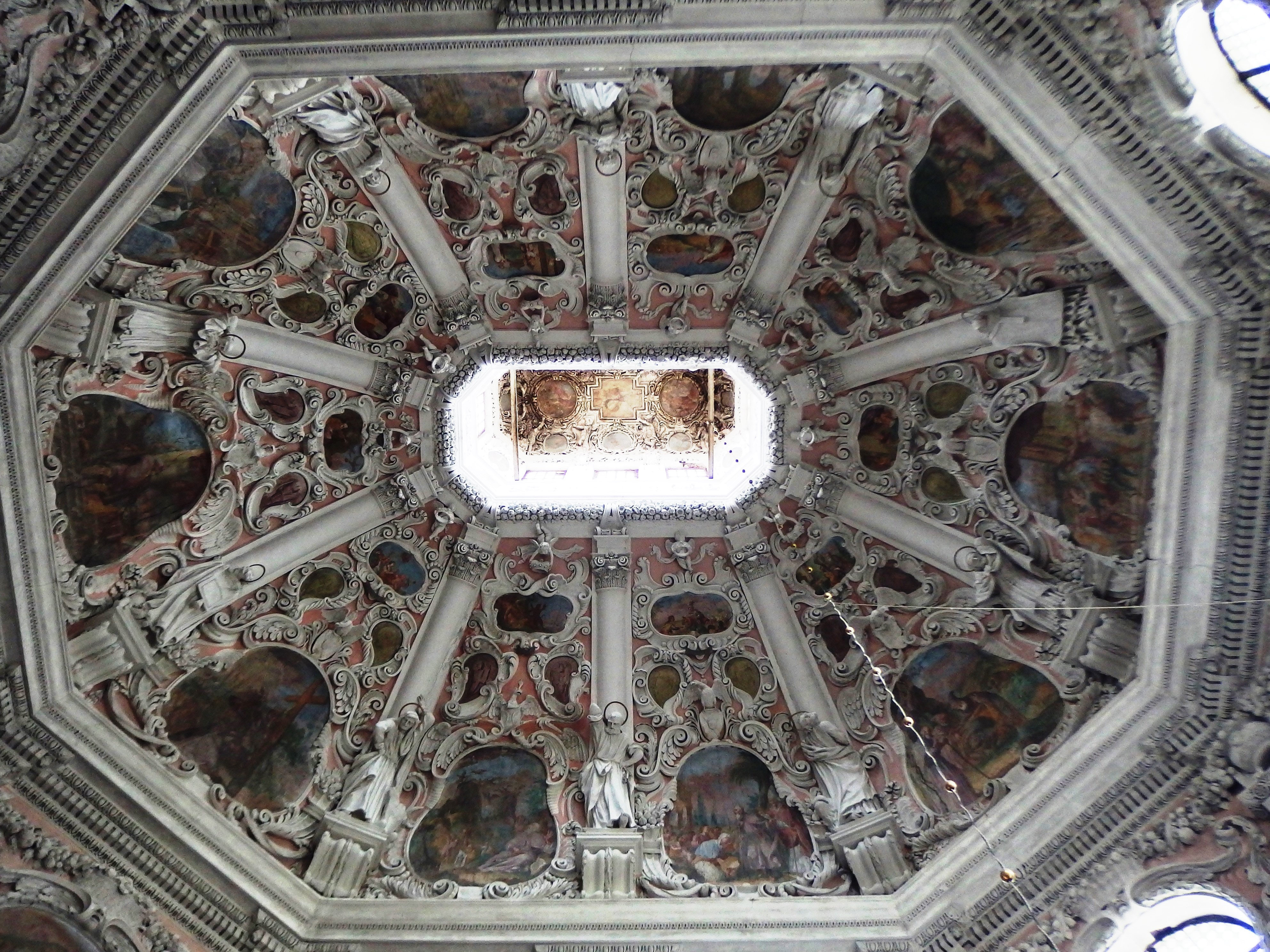
Nástropní výzdoba kaple sv. Romedia na zámku v Cholticích

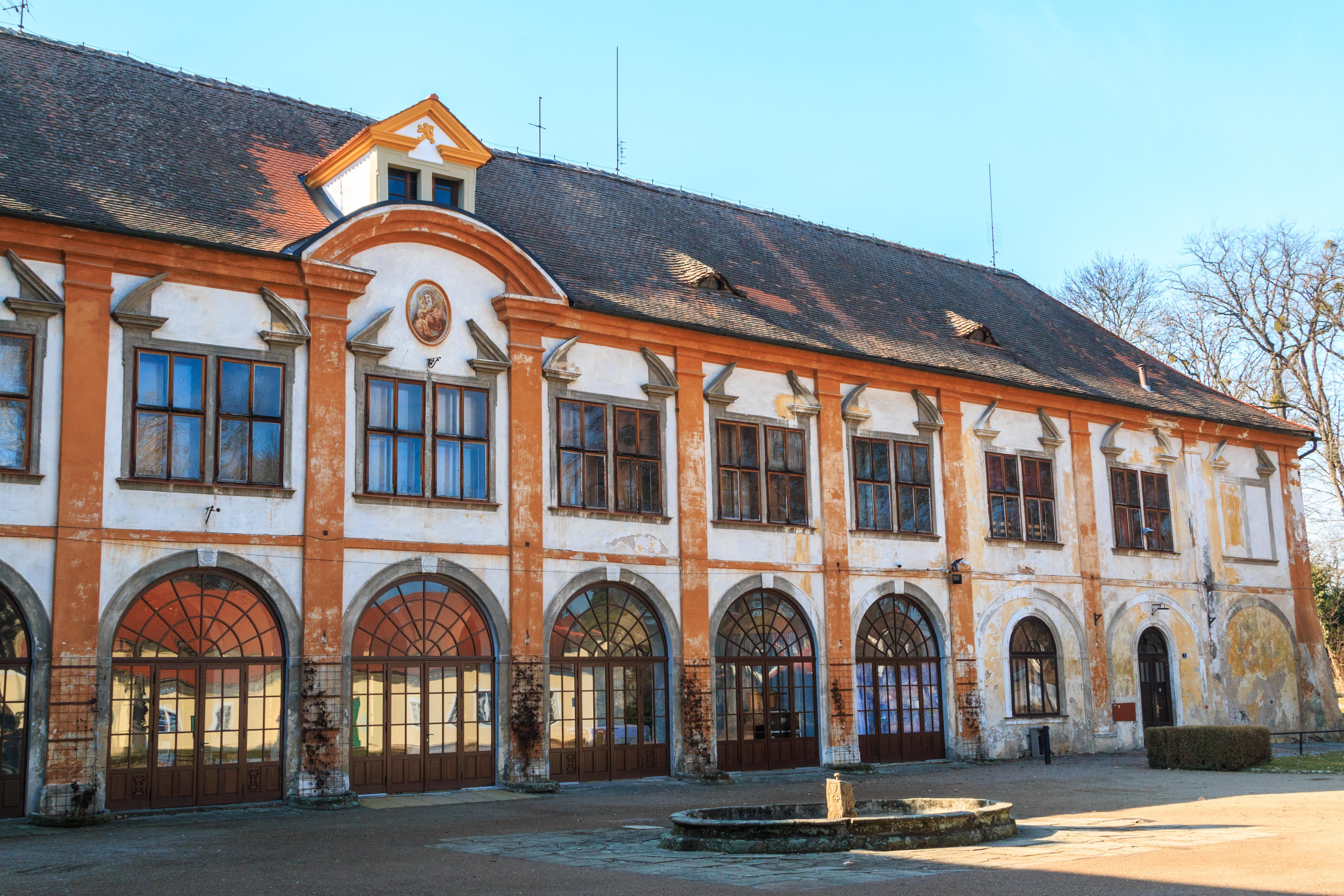
Zámek Choltice

Po dosažení zletilosti převzal Romedius Konstantin svůj dědický podíl představovaný panstvím Choltice. Zdejší zámek byl již od počátku třicetileté války neobývaný a zchátralý, Romedius se tu ale chtěl trvale usadit a přistoupil k rozsáhlé přestavbě, respektive zboření starého zámku a výstavbě nového. Vlastní stavba začala v roce 1683, práce ale pokračovaly pomalu a ještě několik let po Romediově smrti se zámek uvádí jako nedokončený. Příčiny byly především finančního rázu, proto také nedošlo k naplnění plánované koncepce. Choltický zámek má díky tomu půdorys písmene L, zatímco projekt předpokládal trojkřídlou dispozici s uzavřeným nádvořím. S financováním stavby přitom Romediovi pomáhali příbuzní, především mladší bratr, salcburský arcibiskup Jan Arnošt (1643–1709). Ten měl zájem především na výstavbě zámecké kaple zasvěcené thunovskému rodovému patronovi svatému Romediovi. Kaple byla na rozdíl od zámku dokončena již v roce 1692 a Jan Arnošt ji osobně vysvětil. Romedius Konstantin jako silně věřící a vzdělaná osobnost do ideového konceptu kaple sv. Romedia nepochybně zasahoval.
Kromě Choltic spravoval v letech 1690–1693 ještě panství Kounice, které zdědil jeho tehdy nezletilý syn Romedius. Kounice byly v roce 1693 prodány Morzinům. Vedle správy vlastního majetku byl Romedius Konstantin pověřen také majetkoprávními záležitostmi svého mladšího bratra Františka Zikmunda (1639–1702), který jako diplomat a vojevůdce pobýval převážně mimo Čechy.
V roce 1669 se oženil s hraběnkou Marií Františkou Salm-Neuburgovou (1655–1707). Z jejich manželství pocházel jediný syn Romedius Jan František (1683–1719), který zdědil Choltice. Zemřel bez potomstva a Choltice po několika rychlých změnách majitelů přešly v roce 1731 zpět do hlavní linie Thun-Hohensteinů na Děčíně.
Kromě zmíněného Jana Arnošta byli významnými barokními mecenáši a stavebníky také Romediovi starší bratři Michael Osvald (1631–1694) a Maxmilián (1638–1701).